# 平滑石韦
平滑石韦（学名：Pyrrosia laevis），为水龙骨科石韦属下的一个植物种。